# NGC 2464
NGC 2464 é um sistema estelar triplo na direção da constelação de Lynx. O objeto foi descoberto pelo astrônomo William Parsons em 1851, usando um telescópio refletor com abertura de 72 polegadas. 